# Théâtre de Dieppe
Le théâtre de Dieppe est un théâtre situé à Dieppe, en France.

## Localisation
Le théâtre est située dans le département français de la Seine-Maritime, sur la commune de Dieppe, 4 place Camille-Saint-Saëns.

## Historique
Une salle de spectacle est aménagée en 1824.
L'édifice est construit dans le deuxième quart du XIXe siècle par l'architecte Frissard afin d'accueillir la Duchesse de Berry, « bienfaitrice de la ville ». 
L'édifice est inauguré le 9 août 1826. 
L'édifice est modifié en 1900.
Le théâtre est abîmé lors du Raid de Dieppe du 19 août 1942 et est restauré au début des années 1960.
Le théâtre est classé au titre des monuments historiques le 5 janvier 1993.

## Description
L'édifice est en pierre et brique.
Il obéit à la conception du théâtre à l'italienne.